# جسر دختر (بلدختر )
جسر دختر (بالفارسية: پل دختر) هو جسر تاريخي يعود إلى عصر ساسانيون، ويقع في مقاطعة بلدختر‌.